# Himouto! Umaru-chan
Himouto! Umaru-chan (Nhật: 干物妹!うまるちゃん Hepburn: Himōto! Umaru-chan) là một loạt manga Nhật Bản dài tập của tác giả Sankaku Head. Sau việc hai chương Yomikiri của tuyển tập được xuất bản trên tạp chí seinen manga của Shūeisha, Miracle Jump, vào năm 2012, bộ manga được đăng nhiều kỳ trên Weekly Young Jump từ ngày 14 tháng 3 năm 2013 cho tới tháng 11 năm 2017, với các chương được tổng hợp lại thành 12 quyển tankōbon. Một phiên bản anime được sự cho phép bởi Doga Kobo lên sóng trên Nhật Bản từ ngày 9/7 năm 2015 đến ngày 24/9 năm 2015. Một phiên bản video game được phát hành bởi PlayStation Vita vào ngày 3/12 năm 2015.

## Nội dung
Series kể về Umaru Doma, một nữ sinh trung học sống với anh trai Taihei. Ở trường, Umaru là một học sinh nổi trội với ngoại hình xinh xắn, đứng đầu khối, và có nhiều tài lẻ khác. Một khi đã về nhà, cô trở thành một người lười biếng chỉ dành thời gian nằm ườn trong nhà, chơi video game, và luôn dựa dẫm vào anh trai, điều này khiến anh ấy luôn mất kiên nhẫn. Trong suốt series, tính cách bên ngoài của Umaru giúp cô trở thành bạn với các thành viên nữ khác trong lớp như Kirie Motoba, nổi tiếng về việc lườm người khác với đôi mắt đáng sợ, và Sylphynford Tachibana, "đối thủ" của cô ở trường; cả hai đều là em gái của đồng nghiệp của Taihei.

## Nhân vật
Doma Umaru (土間 埋 (Thổ Gian Mai))
Doma Taihei (土間 大平 (Thổ Gian Đại Bình))
Ebina Nana (海老名 菜々 (Hải Lão Danh Thái Thái))
Tachibana Sylphynford (橘シルフィンフォード (Quất) Tachibana Shirufinfōdo)
Motoba Kirie (本場 切絵 (Bản Trường Thiết Hội))
Motoba Takeshi (本場 猛 (Bản Trường Mãnh))
Tachibana Alex (橘 アレックス (Quất) Tachibana Arekkusu)
Quản lí Kanau (叶課長 (Diệp Khóa Trưởng))
Kongou Hikari (金剛 ヒカリ (Kim Cương))

## Truyền thông

### Manga
Manga đầu tiên xuất hiện trên tạp chí hàng tháng Miracle Jump vào năm 2012 với 2 tập: đầu tiên vào lần phát hành thứ 10 vào ngày 16 tháng 8 và tái bản lần thứ 11 vào ngày 16 tháng 10. Nó sau đó được sắp xếp trên Weekly Young Jump từ ngày 14 tháng 3. Tổng số 12 tập tankōbon được xuất bản. Một bộ ngoại truyện liên quan tới Nana Ebina, với tiêu đề "Akita Imokko! Ebina-chan" (秋田妹！えびなちゃん lit. Akita Native Little Sister Ebina) được phát hành trên Niconico Seiga và các trang mạng khác sau khi đứng đầu trong một cuộc bỏ phiếu trên website. Bộ manga kết thúc vào ngày 9 tháng 11 năm 2017. Phần tiếp theo của manga có tựa đề là Himōto! Umaru-chan G bắt đầu phát hành vào ngày 30 tháng 11 năm 2017 và kết thúc vào ngày 19 tháng 4 năm 2018
| STT | Ngày phát hành            | ISBN                   |
| --- | ------------------------- | ---------------------- |
| 1   | Ngày 19 tháng 9 năm 2013  | ISBN 978-4-08-879706-9 |
| 2   | Ngày 19 tháng 12 năm 2013 | ISBN 978-4-08-879722-9 |
| 3   | Ngày 19 tháng 6 năm 2014  | ISBN 978-4-08-879861-5 |
| 4   | Ngày 19 tháng 12 năm 2014 | ISBN 978-4-08-890083-4 |
| 5   | Ngày 19 tháng 3 năm 2015  | ISBN 978-4-08-890175-6 |
| 6   | Ngày 19 tháng 6 năm 2015  | ISBN 978-4-08-890207-4 |
| 7   | Ngày 19 tháng 10 năm 2015 | ISBN 978-4-08-890268-5 |
| 8   | Ngày 18 tháng 3 năm 2016  | ISBN 978-4-08-890370-5 |
| 9   | Ngày 18 tháng 11 năm 2016 | ISBN 978-4-08-890479-5 |
| 10  | Ngày 19 tháng 4 năm 2017  | ISBN 978-4-08-890630-0 |
| 11  | Ngày 19 tháng 9 năm 2017  | ISBN 978-4-08-890740-6 |
| 12  | Ngày 19 tháng 12 năm 2017 | ISBN 978-4-08-890821-2 |

### Anime
Một bộ anime truyền hình được phát hành bởi Doga Kobo.Series được đạo diễn bởi Masahiko Ohta và viết bởi Takashi Aoshima, với thiết kế nhân vật bởi Aya Takano và đạo diễn âm nhạc bởi Yasunori Ebina. Phim được lên sóng trên Nhật Bản từ ngày 9 tháng 7 năm 2015 đến ngày 24 tháng 9 năm 2015 và được phát đi nhiều nơi bởi Crunchyroll. Bài hát mở đầu là "Kakushin-teki Metamarufōze!" (かくしん的☆めたまるふぉ〜ぜっ！ lit. Core Basis: Metamorphosis!) by Aimi Tanaka, trong khi bài hát kết phim là "Hidamari Days" (ひだまりデイズ Sunshine Days) bởi Aimi Tanaka, Akari Kageyama, Haruka Shiraishi, và Yurina Furukawa, người lồng tiếng cho bốn nhân vật nữ chính. Series được cấp phép ở Bắc Mỹ bởi Sentai Flimworks. Một OVA được đưa vào tập thứ bảy của manga vào ngày 9 tháng 10 năm 2015, với bản OVA khác được đưa vào tập thứ mười của manga. Trong lần thứ 20 của tạp chí Weekly Young Jump năm 2017, mùa thứ 2 của bộ anime có tựa đề là Himouto! Umaru-chan R đã được công bố vào mùa thu năm 2017 với cùng một dàn diễn viên. Bài hát mở đầu là "Nimensei Ura Omote Life!" (にめんせい☆ウラオモテライフ！) bởi Tanaka. Bài hát kết phim "Umarun Taisou" (うまるん体操) được trình bày bởi Aimi Tanaka, Akari Kageyama, Haruka Shiraishi, và Yurina Furukawa.

#### Danh sách tập phim

##### Himouto! Umaru-chan (2015)
| STT. | Tiêu đề                                                                                     | Ngày phát sóng gốc  |
| ---- | ------------------------------------------------------------------------------------------- | ------------------- |
| 1    | "Umaru và Anh trai của cô ấy Umaru to Onii-chan (うまるとお兄ちゃん)"                       | 9 tháng 7 năm 2015  |
| 2    | "Umaru và Ebina-chan Umaru to Ebina-chan (うまると海老名ちゃん)"                            | 16 tháng 7 năm 2015 |
| 3    | "Umaru và Đệ tử của cô ấy Umaru to Deshi" (うまると弟子)"                                   | 23 tháng 7 năm 2015 |
| 4    | "Umaru và Đối thủ của cô ấy Umaru to Raibaru" (うまるとライバル)"                           | 5 tháng 8 năm 2015  |
| 5    | "Umaru và Kỳ nghỉ hè Umaru to Natsuyasumi" (うまると夏休み)"                                | 6 tháng 8 năm 2015  |
| 6    | "Sinh nhật của Umaru Umaru no Tanjōbi" (ううまるの誕生日)"                                  | 13 tháng 8 năm 2015 |
| 7    | "Onii-chan của Umaru Umaru no Onii-chan" (うまるのお兄ちゃん)"                              | 20 tháng 8 năm 2015 |
| 8    | "Umaru và Giáng sinh và Năm mới Umaru to Kurisumasu to Shin'nen (うまるとクリスマスと新年)" | 27 tháng 8 năm 2015 |
| 9    | "Umaru và Ngày lễ tình nhân Umaru to Barentain (うまるとバレンタイン)"                      | 3 tháng 9 năm 2015  |
| 10   | "Umaru và Hiện tại và Ngày xưa Umaru to Ima to Mukashi Mukashi (うまると今と昔々)"          | 10 tháng 9 năm 2015 |
| 11   | "Ngày của Umaru Umaru no Hibi (うまるの日々)"                                               | 17 tháng 9 năm 2015 |
| 12   | "Umaru và Mọi người Umaru to Minna (うまるとみんな)"                                        | 24 tháng 9 năm 2015 |

##### Himouto! Umaru-chan R (2017)
| STT. | Tiêu đề                                                            | Ngày phát sống gốc   |
| ---- | ------------------------------------------------------------------ | -------------------- |
| 1    | "Himouto trở lại Himōto no Kikan (干物妹の帰還)"                   | 8 tháng 10 năm 2017  |
| 2    | "Umaru và Alex Umaru to Arekkusu (うまるとアレックス)"             | 15 tháng 10 năm 2017 |
| 3    | "Umaru và Những người bạn Umaru to Tomodachi (うまると友達)"       | 22 tháng 10 năm 2017 |
| 4    | "Một bữa tiệc với nhóm bạn Minna to Pātī (みんなとパーティー)"     | 29 tháng 10 năm 2017 |
| 5    | "Người anh trai đồng hành Onii-chan no Shutchō (お兄ちゃんの出張)" | 5 tháng 11 năm 2017  |
| 6    | "Umaru và Những ước mơ Umaru to Yume (うまると夢)"                 | 12 tháng 11 năm 2017 |
| 7    | "Umaru và Công viên giải trí Umaru to Yuenchi (うまると遊園地)"    | 19 tháng 11 năm 2017 |
| 8    | "Umaru và Hikari Umaru to Hikari (ううまるとヒカリ)"               | 26 tháng 11 năm 2017 |
| 9    | "Himouto và Những kỷ niệm Himōto to Omoide (干物妹と思い出)"       | 3 tháng 12 năm 2017  |
| 10   | "Lần đầu tiên của mọi người Hajimete no Minna (初めてのみんな)"    | 10 tháng 12 năm 2017 |
| 11   | "Umaru và Bầu trời đầy sao Umaru to Hoshizora (うまると星空)"      | 17 tháng 12 năm 2017 |
| 12   | "Mọi người và Umaru Minna to Umaru (みんなとうまる)"               | 24 tháng 12 năm 2017 |

### Video game
Một video game nhập vai của PlayStation Vita được cho phép bởi FuRyu, mang tên Himōto! Umaru-chan: Himōto! Ikusei Keikaku (干物妹！うまるちゃん ～干物妹！育成計画～, lit. "Himōto! Umaru-chan: Himōto! Training Plan"), được phát hành vào ngày 3 tháng 12 năm 2015.

## Định nghĩa
* "Ch." là dạng viết tắt của chapter, nghĩa  là một chương của manga ''Himouto! Umaru-chan'' của Sankaku Head
* "Ep." là dạng viết tắt của episode, nghĩa  là một tập của anime ''Himouto! Umaru-chan''.